# Curva da borboleta (transcendental)

Uma construção animada dá uma ideia da complexidade da curva (Clique para versão ampliada).

A curva da borboleta.

A curva da borboleta é um curva plana transcendental descoberta por Temple H. Fay. A curva é dada pelas seguintes equações paramétricas:
{\displaystyle x=\sin(t)\left(e^{\cos(t)}-2\cos(4t)-\sin ^{5}\left({t \over 12}\right)\right)}
{\displaystyle y=\cos(t)\left(e^{\cos(t)}-2\cos(4t)-\sin ^{5}\left({t \over 12}\right)\right)}
{\displaystyle {\displaystyle 0\leq t\leq 12\pi }}
ou pela seguinte equação polar:
{\displaystyle r=e^{\sin \theta }-2\cos(4\theta )+\sin ^{5}\left({\frac {2\theta -\pi }{24}}\right)}